# Vertrauensarbeitszeit
Vertrauensarbeitszeit (auch Vertrauensgleitzeit, Vertrauensarbeit oder Vertrauenszeit genannt) ist ein Modell der Arbeitsorganisation, bei dem die Erledigung vereinbarter Aufgaben im Vordergrund steht, nicht die zeitliche Präsenz des Arbeitnehmers.
Der Arbeitnehmer ist für die Gestaltung und Erfassung der Arbeitszeit verantwortlich. Die Verantwortung zur Einhaltung der gesetzlichen und tariflichen Arbeitszeitregelungen liegt beim Arbeitgeber.
Gemäß Vorgaben der Unternehmensleitungen sollten Personalkosten reduziert und Leistungsressourcen wie Qualifikation, unternehmerisches Denken und Eigenverantwortung strikter in den Dienst der Ertragssteigerung gestellt werden. Durch die weitgehende Abschaffung der Zeiterfassung und die Einführung der Vertrauensarbeitszeit setzen die Unternehmen Signale, dass keine Plusstunden mehr aufgebaut werden bzw. dass sie kurzfristig wieder abgebaut werden müssen. Unternehmerisch denkend sind die Beschäftigten verpflichtet, auch eingesparte Zeit für das Unternehmen zu nutzen. Wenn keine Arbeit da sein sollte, ist auch bei der Vertrauensarbeitszeit nichts zu arbeiten; anfallende Mehrarbeit ist allerdings ohne besondere Vergütung oder Zeitausgleich abzuarbeiten. Im Unterschied zum üblichen Arbeitsverhältnis wird dies vom Arbeitgeber aber nicht mehr zur Kenntnis genommen.

## Konzept
In der Regel geht man beim Konzept der Vertrauensarbeit davon aus, dass die Lage der Arbeitszeit nicht (mehr) so maßgeblich ist, sondern vielmehr der Zeitraum oder Zeitpunkt, in dem eine bestimmte Arbeitsaufgabe erledigt sein soll. Insoweit wird in die Tatsache „vertraut“, dass die Arbeitsleistung – auch ohne Nachhalten der Arbeitszeiten mit einer Stechuhr – wirklich erbracht wird oder wurde.
Bei der Vertrauenskultur, die der Vertrauensarbeitszeit zugrunde liegt, ist das Vertrauen in die Zuverlässigkeit der Mitarbeiter wichtig, ebenso wie das Vertrauen in die Führungsfähigkeiten des Vorgesetzten. Das stellt hohe Anforderungen an die Kompetenz der Beteiligten: an die Sozialkompetenz und Fähigkeit zum Selbstmanagement der Arbeitnehmer, und die Führungskompetenz der Vorgesetzten.
Die Vertrauensarbeitszeit verbreitet sich insbesondere im wachsenden Dienstleistungssektor, speziell in Branchen wie Softwareentwicklung, Multimedia oder Telekommunikation. Sie wird hier vorwiegend in Bereichen mit überwiegend höher qualifizierten oder akademisch gebildeten Arbeitnehmern (Schlüsselmitarbeiter, Potenzialträger, „Highpotentials“) vereinbart.
Bei der Vertrauensarbeitszeit werden in einer Zielvereinbarung konkrete Ziele festgehalten, zusammen mit Zeitfenstern für ihre Erreichung („Management by Objectives“). Damit ist auch ein besonders hohes Maß an Verantwortung verbunden: ein Vertrauensarbeitszeitmodell setzt zum Beispiel voraus, dass die Zeitvorgabe realistisch ist und dass eine Risikoplanung gemacht wird, die zum Beispiel einschließt, wie auf „Störungen“ im erwarteten Arbeitsablauf, welche die Erreichung des Ziels gefährden können, reagiert werden muss, etwa durch Änderung von Zeit oder Inhalt des Ziels oder Freigabe zusätzlicher Ressourcen. Dabei ist erforderlich, dass gegebenen Falles eine Gefährdung des Ziels tatsächlich früh genug mitgeteilt wird, so dass noch eingegriffen werden kann. (Zu Management by Exception siehe auch Überwachung von Projekten).
Die Leistungsbeurteilung erfolgt nicht anhand der für die Aufgaben aufgewendeten Zeit, sondern vielmehr anhand des Arbeitsergebnisses. Eine weitere Kontrolle der Leistung kommt durch die Arbeitsstrukturierung in Team- und Projektarbeit zustande. Damit korrespondiert, dass Teile des Arbeitsentgelts leistungsabhängig (Grad der Zielerreichung) ausgezahlt werden.

## Arbeitszeit
Unter der Vertrauensarbeitszeit sind die Beschäftigten in der Organisation ihrer Zeit nicht etwa frei, deren Disposition wird weiterhin vor allem durch die Interessen des Betriebes bestimmt – nicht nur faktisch, sondern auch rechtlich. Im Zweifel haben persönliche Interessen zurückzustehen. Auch bei der Vertrauensarbeitszeit ist es keineswegs gleichgültig, wie lange
jemand arbeitet. Die Ableistung der vereinbarten Arbeitszeit ist vielmehr weiterhin arbeitsvertragliche Pflicht.
Allerdings entfällt die häufig als kleinlich empfundene Kontrolle, ob die Arbeitszeit auch bis zur letzten Minute erbracht wurde. Zuspätkommen gibt es nicht mehr. Niemand ist genötigt, ständig – auch in Phasen der schöpferischen Pause – geschäftig auszusehen, um nicht den Eindruck zu erwecken, es mangele an Arbeit. Und schließlich: Die zeitliche Organisation der Arbeit kann eher den individuellen Bedürfnissen angepasst werden, als wenn eine Zuteilung der Arbeit durch Vorgesetzte erfolgt. Die Arbeitszeit ist bei der Vertrauensarbeit flexibel. Im Gegensatz zu Modellen der „flexiblen Arbeitszeit mit selbst geführten Arbeitszeitkonten“ wird hierbei meist kein Arbeitszeitkonto geführt; Arbeitsstunden werden also nicht angespart.
Bei der Vertrauensarbeitszeit spielt die Arbeitszeit als solche eine geringe Rolle. Eine (automatische) Personalzeiterfassung ist nicht erforderlich. Ein gänzliches Fehlen einer Arbeitszeiterfassung widerspräche in Deutschland allerdings den Regelungen des Arbeitszeitgesetzes und des Arbeitsschutzgesetzes, welches die Arbeitnehmer vor überhöhter Belastung und einer Entgrenzung und die dadurch entstehenden Auswirkungen auf die Gesundheit schützen soll. Der Arbeitgeber hat seinen Betrieb so zu organisieren, dass er die Durchführung der geltenden Gesetze, Tarifverträge und Betriebsvereinbarungen selbst gewährleisten kann. Nach § 16 Abs. 2 ArbZG muss der Arbeitgeber diejenigen Arbeitszeiten aufzeichnen, die arbeitstäglich über acht Stunden hinausreichen. Er muss darüber hinaus dem Betriebsrat auf dessen Verlangen Auskunft über Beginn und Ende der täglichen Arbeitszeit und über den Umfang der tatsächlich geleisteten wöchentlichen Arbeitszeit der Arbeitnehmer geben (können). Typischerweise wird bei der Vertrauensarbeitszeit die Zeitaufzeichnung an den Arbeitnehmer delegiert, die Verantwortung für die Korrektheit bleibt im Wesentlichen beim Arbeitgeber. Eine Kontrolle durch den Arbeitgeber findet insofern statt, als er, wie auch der Betriebsrat, die Einhaltung aller Schutzgesetze und eventueller tariflicher Vereinbarungen zu überwachen hat; eine weitergehende Kontrolle kann entfallen.
Dabei ist teilweise von allen Seiten kaum noch das ernsthafte Bemühen darum festzustellen, dass diese auch wirklich eingehalten werden.
In einigen Fällen werden auch bei Vertrauensarbeitszeit Stechuhren eingesetzt, allerdings vorwiegend als Hilfe für den Arbeitnehmer zur Führung seiner individuellen Protokolle. Es ist allerdings nicht ausgeschlossen, dass der Arbeitgeber die Zeitprotokolle nutzt, beispielsweise für die Personalplanung.
In Betrieben mit einem Betriebsrat sind alle Regelungen zur Arbeitszeit mitbestimmungspflichtig. Betriebsräte haben inzwischen Erfahrung mit der Gestaltung von Betriebsvereinbarungen zu Arbeitszeitregelungen einschließlich moderner Arbeitszeitmodelle und können dabei auch auf externe Beratung zurückgreifen.
Eine Einbeziehung der Arbeitsschutzbeauftragten beziehungsweise des Betriebsarztes sowie die Aufstellung einer Schlichtungsstelle, die aus Mitgliedern des Personal- oder Betriebsrates und der Unternehmensführung oder der Personalabteilung besteht, kann in Einzelfällen hilfreich sein.
Da Vertrauensarbeitszeit ergebnisorientiert ist, gilt sie als geeignete Grundlage für Heimarbeit und Telearbeit.

## Kritik
Nach Auffassung von Kritikern führt die Einführung der Vertrauensarbeitszeit u. a. zu einer Ausweitung der Arbeitszeit. Dies habe vor allem zwei Ursachen: Zum einen werden Projekte und Ziele zunächst weitgehend unabhängig von der hierfür benötigten Zeit geplant. Aufträge werden im
Unternehmen von Stellen eingeworben, die mit Arbeitsorganisation nichts zu tun haben. Maßstab ist der Kundenwunsch, nicht der Arbeitsaufwand. Die Abschätzung, was überhaupt machbar ist, wird von anderen Institutionen gemacht und ist ein wichtiges Korrektiv gegen Überlastung. Was nicht in das zur Verfügung stehende, durch die personelle Ausstattung vorgegebene zeitliche Budget passt, muss eben anders organisiert werden. Diese Instanz geht verloren, wenn durch die Vertrauensarbeitszeit der Anschein der jederzeitigen Verfügbarkeit aller Kapazitäten erweckt wird. Letztlich muss sich niemand mehr ernsthaft mit der Frage auseinandersetzen, was wirklich zu schaffen ist. Schließlich hat der Arbeitgeber die lästige Aufgabe des Zeitmanagements an die Beschäftigten delegiert. Solange die nicht protestieren, scheint alles machbar zu sein. In der Regel kommt dieser Protest aber nicht oder viel zu spät. Arbeitskraft wird wieder enger an den unternehmensexternen Markt, an die Nachfrage und ihre Schwankungen angebunden. Arbeit selbst wird so zur Ware.
Bei einer Entkoppelung von Arbeits- und Anwesenheitszeit seien notwendige Erholungspausen bei der Arbeit nicht gewährleistet. Auch komme es zu einer permanenten Effizienzmaximierung seitens der Mitarbeiter, welche die vereinbarte Leistung vorweisen möchten, ohne Arbeitszeitübertretungen melden zu müssen; Arbeitnehmer würden nicht vorwiegend Handlungsfreiheit erlangen, sondern vielmehr auf allen Ebenen unmittelbar mit unternehmerischen Handlungszwängen konfrontiert. Im Ergebnis bewirkt Vertrauensarbeitszeit so also eine selbst organisierte Arbeitsverdichtung, die mittelfristig zur Erhöhung des Arbeitsvolumens führt.
Die Vertrauensarbeitszeit könne auch zur Selbstausbeutung der Arbeitnehmer führen. Diese agieren plötzlich wie Selbstständige, die alle bisher vom Arbeitgeber getragenen Risiken, wie Krankheit von Kollegen, technische Defekte etc. selbst ausgleichen müssen. Arbeitnehmer müssen statt einer Zeitvorgabe nun eine Zielvorgabe erfüllen – und arbeiten deshalb länger: nicht weil der Vorgesetzte es fordert, sondern weil sie fürchten, es sonst nicht zu schaffen. Urlaub wird verschoben, Freizeitausgleich für Überstunden nicht genommen, die 35-Stunden-Woche wird zur Farce. Die Verlagerung der Dokumentationspflicht der tatsächlich geleisteten Arbeit vom Arbeitgeber zum Arbeitnehmer, gepaart mit mangelhafter Aufzeichnung, kann zum Verlust von Ansprüchen aus geleisteten Überstunden führen, weil keine Nachweisdokumentation mehr existiert. Arbeitnehmer, die sich ständig überarbeiten, um die Ziele zu erreichen, setzen Teamkollegen, die versuchen maßvoll zu arbeiten, herab, stempeln sie als Versager und Verweigerer ab. Und das Einkommen wird noch obendrein durch einen zu geringen Grad der Zielerreichung reduziert. Fatale Folgen nicht nur für die Arbeitnehmer und ihre Teams, sondern auch für das Unternehmen, in dem ein solches Arbeitsklima herrscht.
Insofern kann die Vertrauensarbeitszeit durchaus auch als Instrument der Rationalisierung im klassischen Sinne benutzt werden. So eingesetzt wird ein schon seit längerem zu beobachtender Trend forciert. Gerade im für ein solches System besonders  prädestinierten Angestelltenbereich ist die tatsächliche wöchentliche Arbeitszeit nach Angaben des Instituts für Arbeit und Technik in Gelsenkirchen in den vergangenen Jahren laufend gestiegen – ganz im Gegensatz zur tariflichen.
Nach einem Urteil des Europäischen Gerichtshofs (EuGH) in Luxemburg vom 14. Mai 2019 sind die Arbeitgeber zur Erfassung der täglichen Arbeitszeiten verpflichtet (Aktenzeichen: C-55/18). Dadurch steht infrage, ob und wie dieses Arbeitszeitmodell in Europa weiterhin praktizierbar ist. Der Arbeitgeberverband Gesamtmetall erklärte nach dem Urteil, die Vertrauensarbeit sei „praktisch tot“. Das Bundesarbeitsgericht hat am 13. September 2022 entschieden, dass diese Pflicht für deutsche Arbeitgeber unmittelbar und sofort bestehe (Aktenzeichen: 1 ABR 22/21). Im Oktober 2022 entschied das Landesarbeitsgericht München, dass Arbeitgeber auch bei Vertrauensarbeitszeit einen Überblick darüber haben müssten, wie viele Arbeitsstunden geleistet würden. Der Betriebsrat könne entsprechende Auskünfte verlangen.